# Фајв Корнерс (Вашингтон)
Фајв Корнерс (енгл. Five Corners) насељено је место без административног статуса у америчкој савезној држави Вашингтон.

## Демографија
По попису из 2010. године број становника је 18.159, што је 5.952 (48,8%) становника више него 2000. године.
| Група             | 2000.          | 2010.          |
| Белци             | 10.575 (86,6%) | 14.553 (80,1%) |
| Афроамериканци    | 201 (1,6%)     | 354 (1,9%)     |
| Азијати           | 487 (4,0%)     | 902 (5,0%)     |
| Хиспаноамериканци | 505 (4,1%)     | 1.413 (7,8%)   |
| Укупно            | 12.207         | 18.159         |